# Millstatt am See
Millstatt am See é um município da Áustria localizado no distrito de Spittal an der Drau, no estado de Caríntia.